# Raúl Ríos (genetista)
 Raúl Daniel Ríos (Córdoba capital, 1958 - Buenos Aires, 12 de octubre de 2010) fue un ingeniero agrónomo argentino que consagró su vida profesional a la biotecnología vegetal.

## Biografía
Investigador del Instituto de Genética Ewald A. Favret del INTA Castelar, se desempeñó como coordinador de distintos grupos de trabajo, participó en la gestación de convenios de vinculación y transferencia tecnológica. En los últimos años se desempeñó como director del Centro de Investigación en Ciencias Veterinarias y Agronómicas del INTA Castelar. Como profesor ejerció en las Universidades Nacionales de Luján, Buenos Aires, Lomas de Zamora, Morón, Rosario, Balcarce, Mar del Plata y Nordeste.
El fruto de sus investigaciones se refleja en más de 250 trabajos publicados en congresos –nacionales e internacionales–, revistas científicas, simposios y una veintena de proyectos de investigación. Además, escribió capítulos en libros técnicos y científicos, de sumo valor para el estudio de la genética y la biotecnología. Su prolífica producción fue presentada en más de 120 congresos, reuniones científicas y más de 30 conferencias dictadas alrededor del mundo a estudiantes, investigadores y técnicos. Ríos era referente científico en ingeniería genética de especies vegetales de interés agronómico, participó en innumerables proyectos de investigación y formó muchos profesionales dentro del Instituto de Genética.
La vocación de este investigador por la docencia lo llevó a dirigir tareas de becarios en el Instituto Nacional de Tecnología Agropecuaria (INTA) y 23 trabajos de tesis de grado, doctorales y posdoctorales de diversas universidades argentinas y españolas.
Ríos pertenecía a la Sociedad Argentina de Genética, al Consejo profesional de ingeniería agronómica y a la Fundación RedBio Argentina. También participó como jurado evaluador de concursos y proyectos, tanto en espacios científicos como académicos.
Por su labor, obtuvo el premio Dr. Francisco Sáez, por la Sociedad Argentina de Genética y el galardón como notable de la comunidad, otorgado por la comuna de Luján.

## Algunas publicaciones
- Transformación genética de alfalfa con un gen antifúngico. (enlace roto disponible en Internet Archive; véase el historial, la primera versión y la última).
- Estudio de la expresión de la enzima antocianidina reductasa en plantas transgénicas de alfalfa. (enlace roto disponible en Internet Archive; véase el historial, la primera versión y la última).
- Alteración de la senescencia en alfalfa Medicago sativa por ingeniería genética.
- Variabilidad genética en cultivares de trébol blanco Trifolium repens mediante marcadores moleculares. (enlace roto disponible en Internet Archive; véase el historial, la primera versión y la última).
- Apilamiento de eventos transgénicos de alfalfa con alta homología estructural.